# São Sebastião (Alagoas)
São Sebastião est une municipalité brésilienne dans l'État de l'Alagoas.